# 安否情報
安否情報（あんぴじょうほう）は、放送局が災害などの発生時に、テレビまたはラジオで被災者の安否に関する情報を放送する報道特別番組ないし、その内容のひとつである。特記なき限り日本での事例について記述する。

## 概要
以下のような内容が、文字表示およびアナウンスによって示される。
- 「○○（依頼者の居住地）の××（依頼者の氏名）さんから△△（相手の居住地）の□□（相手の氏名）さんへ。（以下、依頼メッセージの文面）」
  - 例：「無事です。連絡ください」、「心配しています。連絡ください」など

1964年の新潟地震の際に、日本放送協会（NHK）が福島県会津地方から来た修学旅行生の無事を伝えるために、引率の小学校の教員からの依頼でその安否をラジオ放送したのが始まりだとされる。
デジタル放送の電子番組ガイドでは「ニュース・報道」に分類される。

### NHK
NHKのコールセンターの職員が受け付けた、被災者からの無事情報と全国からの被災者への安否連絡の依頼を、NHK教育テレビジョン・NHK-FM放送の放送でアナウンサーが読み上げるという仕組みである。2004年の新潟県中越地震からはNHK教育テレビジョン・NHK BS1のデータ放送でも、その一部が配信され、検索することができるようになった。
受け付けた情報は東京のNHK放送センター・大阪のNHK大阪放送局にある専用サーバに送られてまとめられ、放送やJ-anpi・Google パーソンファインダーなどの提携サイトで利用される。なお、放送やデータ放送で紹介される安否情報はコールセンターに寄せられた情報のみである。提携サイトから得た安否情報は内容の正確性が保障できず、またNHKでは責任が持てないため紹介しない。

### 民間放送
- ニッポン放送では、大規模地震対策特別措置法制定をきっかけに、1978年から安否情報の放送を定め[3]、毎年9月1日に訓練のための模擬放送を行っている。首都圏で大規模災害が発生し「災害特別放送」に移行した際に、以下の内容を放送する。
  - ビル単位（協定を結んでいる有楽町・丸の内・大手町・新宿地区のビル・地下街230件が対象）での安否情報を伝える「お勤め先安否情報」
  - 東京都・神奈川県の学校単位（私立・国立大学付属の小・中・高等・特別支援学校が対象）での安否情報を伝える「学校安否情報」 - 1981年から

## 実際の対応

### 阪神・淡路大震災
1995年に阪神・淡路大震災（兵庫県南部地震）が発生した時に、NHKでは教育テレビとFMを使って、視聴者・リスナーから、被災地に在住する家族・親族などに情報伝達をする手段として、1月17日の発生直後から教育テレビでは合計158時間45分、FMでは17日10時30分から23日1時まで合計126時間30分にわたり放送された。特に関西地方向けでは、同日13時30分頃より連続136時間（日数にして5日半）にわたって断続的にそれを行った。教育テレビはラジオ第2などと同様、基本的に番組編成の差し替えは行わず定時通りに放送されるのが原則だが、数日間にわたる定時放送の休止・差し替えはこの例が初めてであり、FMもこれと同様だった。受け付けた無事情報と安否連絡依頼は累計54,612件に達した。

### 新潟県中越地震
2004年10月23日の新潟県を中心とした地震（新潟県中越地震）では、NHKでは教育テレビとFMで、同日19時15分から安否情報が放送された。NHKのアナウンサーが約15分おきの交代で（次々と入れ替わる）担当するかたちで、10月25日午前1時までの延べ29時間40分連続放送した後、25日10時からも、通常編成を大幅に変更して再開した。教育テレビでは25日20時45分までの合計40時間15分、FMは26日2時30分までの合計48時間45分にわたって放送し終了した。受け付けた無事情報と安否連絡依頼は累計17,102件に達した。
このほか、地上デジタル放送・BSデジタル放送のデータ放送では「個人メール情報」として、合計52時間10分にわたり安否情報を放送した。しかし、24日午後には、寄せられた情報が大量のため処理が追いつかず、最新情報の更新がしばらくできなくなった。

### 東日本大震災
2011年3月11日の東日本大震災（東北地方太平洋沖地震）に際し、NHKでは18時から安否情報の受け付けがはじまり、18時45分から教育テレビ（地上デジタル放送ではデータ放送で安否情報検索サービスも実施）・FMともに52時間46分にわたって安否情報が放送された。さらに、同年3月14日5時以降、18日まで各県庁からの避難者名簿公開と、その避難者情報放送開始に伴い、18日で放送終了。前者2波に加え、BS2でも放送された。放送時間は1回につき40分間で担当のアナウンサーも前半・後半の2人体制となった。その後、避難所にいる避難者名簿の紹介や外国語による安否情報なども放送された。なお、教育テレビとBS2ではBS1専用のニューススタジオから放送される生活関連情報（20分間）を交えて放送された。地震発生から1ヶ月間で受け付けた無事情報と安否連絡依頼は累計約31,000件で、そのうち約1万件を放送した。

## 問題点
共通の問題点としては、
- 被災者からの無事情報が少なく、全国から被災者への安否連絡依頼のほうが多い。
- 目的の人物の安否情報がどのタイミングで放送されるか分からないため、分かるまで番組を視聴し続けなければならず、無駄な時間が多くなる。
- データ放送でも確認することがでるが、実際にはデータ放送の使用方法が分からない人が多い。
- 放送時間の問題やデータ放送の容量制限があり、全ての安否情報を紹介しきれない。阪神・淡路大震災ではおよそ1/3、東日本大震災ではおよそ2/3が放送できなかった。
- 広域災害ではコールセンターが設置されている地域の交通機関も停止するため、初動時にコールセンターのスタッフを大量に確保することが難しい。

また、個別の事例としては、
- 新潟県中越地震では、実在するタレント・漫画の登場人物・偽名を使った悪戯情報も含まれた。
- 消防署員を装い、安否連絡依頼が放送された女性を狙った特殊詐欺未遂事件も発生した。
- 広範囲で通信規制がかけられたため電話が繋がりづらく、被災者・全国からコールセンターに安否情報を伝えるのが難しかった。
- 一部の避難所に、安否情報を書いたカードを写真に撮ってメールで送ることができる「携帯電話を利用した安否伝言ポスト」を設置したが、説明が不十分でなおかつ無人運用であったため、利用が32件しかなかった。